# Kulomet vz. 30
Kulomet vz. 30 byl letecký kulomet vyráběný v závodě Česká zbrojovka, akciová společnost Praha ve Strakonicích. Zbraň byla sériově produkována také ve zbrojovce v Uherském Brodě. Jednalo se o početně nejvýznamnější typ automatické palné zbraně ve výzbroji Československého letectva v 30. letech 20. století.
Nelze jej zaměňovat s lehkým kulometem ZB 30, který Československá armáda nikdy nezavedla do výzbroje a sloužil pouze pro vývoz.

## Vznik a vývoj
Kulomet zkonstruoval František Myška. Česká zbrojovka závod Strakonice se nejdříve zabývala úpravou leteckých kulometů Vickers a Lewis na náboj 7,92 × 57 mm Mauser, z nichž později odvodila zbraň vlastní konstrukce. Hlavním odběratelem byla Československá armáda, která k březnu 1939 disponovala 4825 kusy zbraně. Menší dodávky byly objednány do Estonska, Řecka a Íránu. Po záboru Československa používal Wehrmacht tyto kulomety v polním postavení pro protileteckou obranu.

## Konstrukce
Zbraň funguje na principu impulsu výstřelu s krátkým zákluzem hlavně a je vzduchem chlazená. Uzamčení závěru bylo založeno na principu kloubového mechanismu podobného funkčním cyklům kulometů Maxim a Vickers. Kulomet se vyráběl ve dvou hlavních verzích – pilotní verzi (palubní zbraň synchronizovaná pro střelbu okruhem vrtule, či nesynchronizovaná pro umístění v křídle) s nábojovým pásem limitovaným pouze velikostí nábojové schránky (např. Avia B-135 měla schránky pro až 450 nábojů / kulomet), a pozorovatelské verzi s diskovým zásobníkem, odvozeným z kulometu Lewis na 70 nábojů, či podavačem nábojového pásu ze schránek nejrůznější velikosti (mezi 300 až 500 náboji), vyráběné i ve zdvojené verzi.

## Letadla užívající kulomet vz. 30
- Aero A-101
- Aero Ab-101
- Aero A-102
- Aero MB-200
- Avia B-34
- Avia B-534
- Avia B-634
- Avia B-35
- Avia B-135
- Avia B-71
- Letov Š-328
- Letov Š-331 (1 prototyp)
- Letov Š-528